# Európai törpekuvik
Az európai törpekuvik (Glaucidium passerinum) a madarak osztályának a bagolyalakúak (Strigiformes) rendjéhez, a bagolyfélék (Strigidae) családjához tartozó faj.

## Előfordulása
Európában szigetszerűen, Skandináviától Kelet-Szibérián keresztül, Ázsia középső részéig fészkel. Laza állományú, idős tűlevelű erdőkben, lucosokban és erdei fenyvesekben fészkel.

## Alfajai
- nyugati törpekuvik (Glaucidium passerinum passerinum) – Észak- és Közép-Európa, Szibéria a Jenyiszej folyóig
- keleti törpekuvik (Glaucidium passerinum orientale) – Kelet-Szibéria, Mandzsúria, Észak-Kína, Szahalin és Hokkaidó

## Megjelenése
Testhosszúsága 16–17 centiméter, szárnyfesztávolsága 34–36 centiméter, a testtömege pedig 55–80 gramm. A tojó nagyobb.

## Életmódja
Kisemlősökre, madarakra és nagyobb rovarokra vadászik. Saját testsúlyát elérő állatokra is rátámad. Állandó madár, de a rosszabbodó körülmények hatására a magasan fekvő területekről alacsonyabb helyekre költözik. Gyors mozgású madár, nappal is vadászik.

## Szaporodása
Fészket nem épít, általában harkályok odúját használja költésre. 5-6 tojást rak, melyeken a tojó kotlik 28-29 napig. A fiókákat a tojó eteti a hím által hordott élelemmel, 27-34 nap múlva repülnek ki.
|  |  |  |

## Kárpát-medencei előfordulása
Magyarországon alkalmi vendég, de inkább csak ritka kóborló. Hazai fészkelését először 2010-ben Szögliget határában regisztrálták.
A madár első gyűrűzése Tömörd madárgyűrűző táborában történt 2012. augusztus 25-én.